# Абсорбційне сортування

Схема гамма-абсорбційного сортування залізняку

Абсорбційне сортування — спеціальний метод збагачення корисних копалин оснований на відмінності в здатності мінералів поглинати (ослабляти) випромінювання, що пропускається через них.

## Загальна характеристика
У залежності від випромінювань, що використовуються, розрізнюють такі методи:
- гамма-абсорбційний;
- нейтронно-абсорбційний;
- рентгеноабсорбційний;
- фотоабсорбційний.

Гамма-абсорбційний спосіб запропонований в 1956 році В. Д. Горошком для збагачення вугілля. Однак він може бути використаний при сортуванні хромових, ртутних, сурм'яних (стибієвих), свинцевих руд, залізняку.
На рисунку наведена схема сортування залізняку гамма-абсорбційним способом.
Нейтронно-абсорбційне сортування. Цей метод оснований на різній здатності мінералів ослабляти потік нейтронів внаслідок захоплення їх ядрами хімічних елементів. Метод може застосовуватися для збагачення борних, літієвих руд крупністю 25-200 мм.